# جین جو-دونگ
جین جو-دونگ (به هانگول: 진주동؛ زادهٔ ۱۴ اوت ۱۹۷۲) کشتی‌گیر بازنشستهٔ اهل کره شمالی است. او در دستهٔ ۵۴ کیلوگرم کشتی آزاد یک مدال نقره مسابقات قهرمانی کشتی جهان (۱۹۹۷)، یک مدال طلای بازی‌های آسیایی (۱۹۹۸) و دو مدال طلای مسابقات قهرمانی کشتی آسیا (۱۹۹۷، ۲۰۰۰) را کسب کرده است.